# Machaerium dimorphandrum
Machaerium dimorphandrum är en ärtväxtart som beskrevs av Frederico Carlos Hoehne. Machaerium dimorphandrum ingår i släktet Machaerium och familjen ärtväxter. Inga underarter finns listade i Catalogue of Life.